# Vliegermonument (Vaals)

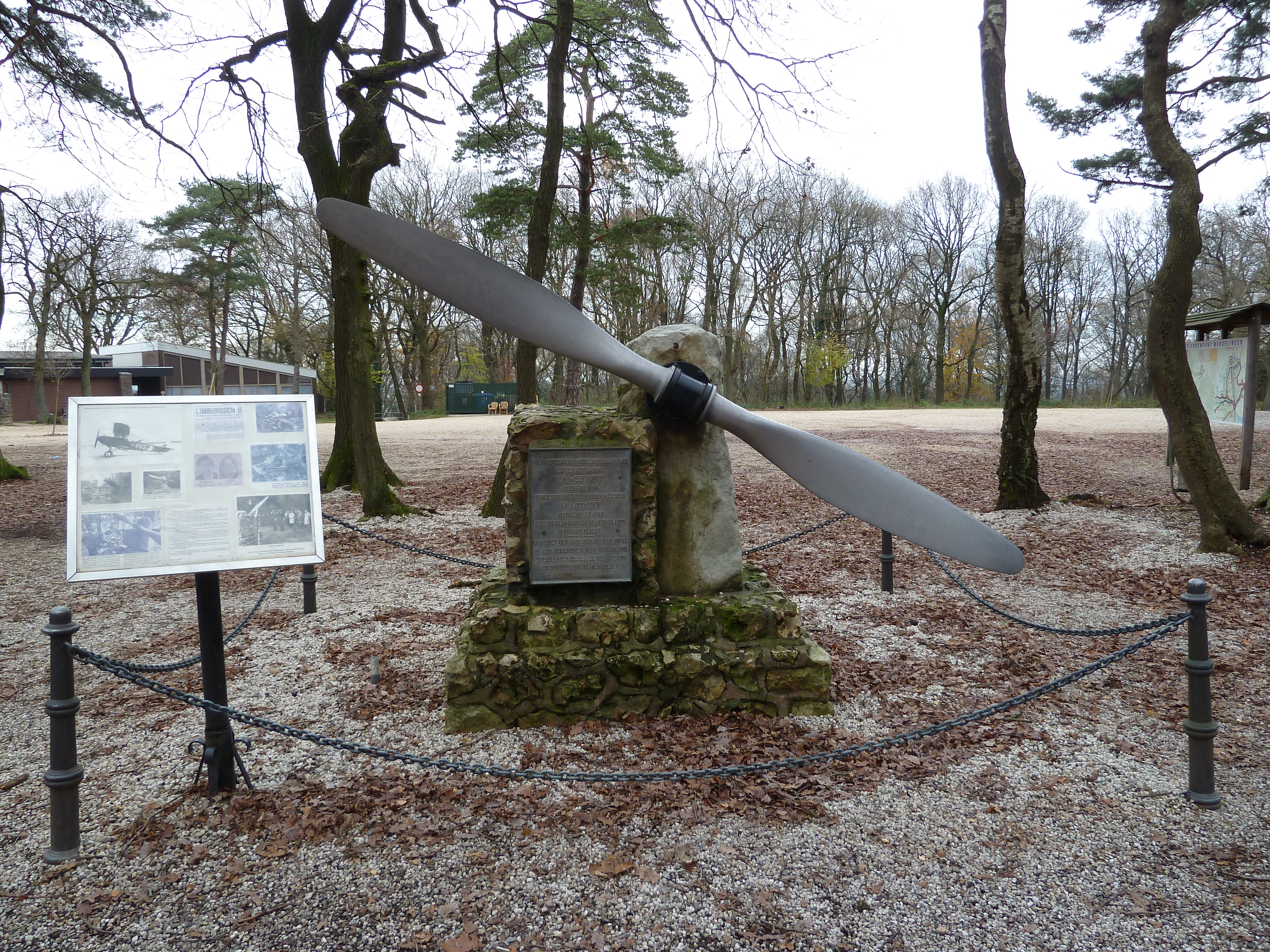

Het Vliegermonument is een monument in de plaats Vaals ter herinnering aan een vliegtuigramp op 27 juni 1932, waarbij beide inzittenden omkwamen. Het monument staat vlak bij de Wilhelminatoren, bij grenspaal 193-H en bestaat uit een propeller met informatiebord. 
Om de vijf jaar wordt deze vliegtuigramp in juni herdacht.

## Geschiedenis
Toen na de Eerste Wereldoorlog in het Verdrag van Versailles bepaald was dat Duitsland niet meer mocht beschikken over een eigen luchtmacht en vliegvelden moest sluiten, weken Duitse hobbyvliegers uit naar Nederland. Zo werd door Nederlanders in Vaals een nieuw vliegveldje aangelegd.
Op 27 juni 1932 stegen drie vliegtuigen van de Marine Luchtvaartdienst voor een proefvlucht op vanaf Maritiem Vliegkamp De Kooy. Boven het Vaalser bos raakte een van de toestellen - een Fokker C-VE-vliegtuig - in moeilijkheden, waarschijnlijk door een motorstoring. Bij een poging om op het vliegveldje een noodlanding te maken, was de curve te klein en werd een boomkruin geraakt, waardoor het toestel om 12 uur neerstortte en in brand vloog. De twee inzittenden, luitenant ter zee 1e klasse C.A. Weemhoff en sergeant-vliegtuigmaker-vlieger W.J. Nijhoff, kwamen hierbij om.
In 1933 werd het Vliegermonument opgericht op initiatief van de heer S. Stubach, eigenaar van de Wilhelminatoren, die getuige was geweest van de crash. Het monument werd op 27 juni 1933 onthuld, een jaar na het ongeluk. Het bestond uit een gedenksteen met een door de heer Stubach geschonken plaquette, en een houten propeller. Later, waarschijnlijk in 1937, is de propeller vervangen door een aluminium exemplaar.

## Plaquette
Op de bijgeplaatste plaquette staat de volgende tekst:
HIER VONDEN DEN DOOD DEN 27 JUNI 1932
LUITENANT T/Z 1e KL.
C.A. WEEMHOFF
ZEIST - 38 JAAR
SERGEANT VLIEGTUIGMAKER VLIEGER
W.J. NYHOFF
UTRECHT 30 JAAR
ZY ZYN GEVALLEN BY DE VERVULLING
VAN HUN PLICHT
-
LAAT HET EEN AANSPORING ZYN ONZE
PLICHT TEGENOVER HET VADERLAND
STEEDS MET DEZELFDE TOEWYDING
EN OPOFFERING TE VERVULLEN.